# Sebastián Mogordoy
Sebastián Mogordoy (Rosario, 9 de septiembre de 1975) es un actor argentino.

## Últimos trabajos
Formó parte del elenco protagónico del largometraje La corazonada, con el personaje de "Ordoéz". Primera producción de Netflix en Argentina.
Formó parte del largometraje El robo del siglo, con el personaje de "Martín". 
Formó parte del unitario Silencios de familia, con el personaje de "Alan". 
Protagonizó la serie web Suplentes, junto a Darío Lopilato, para UN3.tv. 
En teatro, participó de El inspector, en la sala Martín Coronado, en Teatro General San Martín , con la dirección de Daniel Veronese. 
Formó parte del espectáculo La liebre y la tortuga, dirigido por Ricardo Bartís, producido por e Teatro Nacional Cervantes.
Como docente, coordina sus talleres de teatro para principiantes y avanzados, actualmente de manera Online

## Su formación
En el año 1990, comienza sus estudios de actuación con los profesores Marisa Buzzo, Cristian Marchesi y con Mirko Buchín en la ciudad de Rosario.
A partir del año 1997, en Buenos Aires, se formó con Raúl Serrano, en la Escuela de teatro de Buenos Aires, En el Instituto de formación actoral, de Julio Chávez y en el Sportivo Teatral, con Ricardo Bartís, con quien profundizó los estudios sobre la actividad teatral: Dirección, Dramaturgia y Actuación.
Paralelamente tomó clases de Clown, Canto, Dramaturgia (Mauricio Kartún - Ariel Barchilón), Improvisación, Monólogo de humor y dúo de humor y Realizó seminarios de actuación con Javier Daulte.

## Premios
PREMIOS TEATRO DEL MUNDO
- 2009 Mejor Actor de Teatro. Obras "Amor a tiros" y "Los Rocabilis"
- 2008 Destacado en Actuación masculina. Obra "La funeraria"
- 2007 Mejor Dramaturgia, Obra "El Aliento"

## Sus trabajos en teatro
Recientemente participó de El inspector, de Daniel Veronese en la Sala Martín Coronado del Teatro San Martín y de La liebre y la tortuga, dirigida por Ricardo Bartís, producida por el teatro Nacional Cervantes, en el marco del  Laboratorio de Creación I, del cual formó parte junto a 34 participantes (elegidos entre 1000 postulantes).
Como Director y Dramaturgo, estrenó El mejor lugar del mundo, en Microteatro Buenos Aires.
Formó parte de La Máquina Idiota, obra de teatro Dirigida por Ricardo Bartís. En el Sportivo Teatral,fue con el personaje de "Ruchetti, el camionero", con la cual realizó dos años a sala llena, y participó del Festival Internacional de Buenos Aires 2015 y el Primer festival de teatro de Asia, realizado en Corea del Sur.
Estrenada en el año 2012 con dos temporadas, se presentó en el teatro El Portón de Sánchez, y El Extranjero, en la obra Trabajo para Lobos, escrita y dirigida por Maruja Bustamante, con el personaje de Abner. 
En el 2009 estrenó Los Rocabilis, en el Abasto Social Club, donde interpretó al Padre Fito Falabella, y Amor a tiros, en el Camarín de las musas, donde encarna al Cabo Julio Ordóñez. Amor a tiros fue nominada a los premios A.C.E 2009 en las categorías Mejor obra argentina y actriz Off, ganando el A.C.E. a Mejor actriz off (Celina Font). También fue nominada y ganadora del premio Teatro del Mundo 2009 a mejor actor de teatro (Sebastián Mogordoy) y fue nominada a los premios Trinidad Guevara en las categorías Revelación Femenina y Mejor Escenografía. 
Amor a tiros participó de los festivales Internacionales de Santa Fe y Río Negro. Fue ganadora de la fiesta del teatro de la ciudad, Entrando en la Fiesta Nacional de Teatro y formando parte de la grilla INT presenta. 
La obra se presentó por tres años consecutivos de gran aceptación y a sala llena.
En los años 2009 y 2010, realizó funciones del espectáculo Musical Niní, la búsqueda, basado en la tira televisiva, donde interpretó el mismo personaje que en la tv, Ángel, el eterno enamorado de Niní. Las funciones se realizaron el los teatros Gran Rex, Polideportivo de Mar del Plata, Orfeo de Córdoba y en el Estadio cubierto de Newells old Boys de Rosario.
En el 2007, realizó funciones de El cuento del Zoológico de Edward Albee, dirigida por Ezequiel Molina, en la sala de la EMAD. 
En el mismo año estrena La Funeraria, escrita y dirigida por Martín Otero y Bernardo Cappa, en el Sportivo teatral, realizando funciones a sala llena y gran aceptación durante dos años. La obra que fue distinguida con los premios Teatro del Mundo 08 “Destacado en Dramaturgia” (M. Otero y B. Cappa); “Destacado en Dirección” (M. Otero y B. Cappa); y “Destacado en Actuación” (Sebastián Mogordoy), con el personaje de Alfredo Musinessi, empleado de una funeraria venida a menos. La obra fue seleccionada para participar de la Fiesta del Teatro de la Ciudad de Buenos Aires 2007; el Programa de Formación de Espectadores 2008 del Instituto Nacional de Teatro y el Festival Buenos Aires a Sala Abierta 2008 y el Ciclo Teatro de Ciudades 09, en el Teatro Municipal de Santa Fe.
En el año 2005 estrenó las obras Gravedad, de Sergio Bizzio, dirigida por Gabriel Rovito en el Teatro La comedia y Alice, una mujer llena de vida, con libro y dirección a cargo de Guillermo Pfening en la sala El milagro de P. Tinto.
En el año 2005 comenzó a trabajar junto a Bernardo Cappa en la obra El Aliento, haciendo 2 exitosas temporadas, en el Teatro del Abasto con el personaje de “Lindor”, el remisero. 
Con la obra Fronterizos de Josefina Ayllón y dirigida por Maruja Bustamante, formó parte del ciclo Teatro x la identidad 2002 y 2003. En el año 2004 fue estrenada de forma independiente en el Centro Cultural Recoleta, además de realizar gira por el interior del país.
En el año 2003 también estrenó Valet Parking, escrita y dirigida por Julio Chávez, en el Instituto de Entrenamiento Actoral. 
A partir del año 1997, ya en Buenos Aires, realizó durante dos años Shakespeare Vs. Shakespeare, adaptación y dirección a cargo de Eduardo Peduto, en el Teatro del Artefacto; La oreja, escrita por Marcos Martínez y dirigida por Ricardo Migueles representada durante seis meses en el Teatro Liberarte; El show de los chicos enamorados con textos de Elsa Bornermann, adaptada y dirigida por Luciana Giordano, en La casa de la cultura de la Provincia de Buenos Aires y en el Teatro Auditorium de Mar del Plata. 
Las obras de teatro La trampa, Para una historia de barrio, de Eduardo Danna, dirigidas por Marisa Busso y La historia de la comedia de Nora González Pozzi con dirección actoral de Mirko Buchín fueron representadas en su ciudad natal en las Salas Lavarden, Mateo Bozz, de la Cooperación y El círculo respectivamente y en gira en la provincia de Santa Fe

## Sus trabajos en cine
Participó en los largometrajes Permitidos con el personaje de "Guido" y Vino para robar, ambas dirigidas por Ariel Winograd, Papeles en el viento, con el personaje de "Nicolás"" dirigida por Juan Taratuto,  El eslabón podrido, con el personaje de "Chacho", dirigida por Valentín Javier Diment,  Mi amigo alemán, dirigida por Jeanine Meerapfel y Trabajo para lobos escrita y dirigida por Maruja Bustamante, con el personaje de "Abner", Rancho aparte con adaptación de la obra de Julio Chávez y dirección de Edy Flhener, donde interpretó el personaje de Mingui Bragayoli, Lluvia de Paula Hernández, Futuro perfecto, de Mariano Galperín. En el 2011 participó en Metegol, de Juan José Campanella con el personaje de "El Pulpo" y en Diablo, de Nicanor Loreti, con el personaje de "Noriega".
Como asistente de casting participó - junto a Walter Ripel - en las películas El secreto de sus ojos, y Metegol, ambas dirigidas por Juan José Campanella, entre otras. 
También realizó cortometrajes independientes y publicitarios para Argentina y varios países del mundo. 
En el año 2005 el cortometraje Monoambiente, de Guillermo Taboaba, ganó el 1.er premio del concurso interno de cortos Telefe.

## Sus trabajos en televisión
En televisión realizó diferentes participaciones en programas como Gino, ¿Quién es el jefe?, Los Roldán, Son amores, Amor mío, El refugio, Aquí no hay quien viva, Bella y Bestia, Alma pirata, Se dice amor y Amas de casa desesperadas,  El elegido, Sr. y Sra. Camas (Humberto Ronconi) y Los únicos (como Octavio Amoroso), El puntero (como Martín), Dos para una mentira (como Horacio), La pelu (como el comisario Chiqui), Sos mi hombre (como Coco), Solamente vos (como Sebastián), Prestico, Farsantes (como Roberto Molinari), junto a Julio Chávez, Cartoneros (como Cabral), junto a Luis Luque, La última hora (como Nervioso), dirigida por Gastón Portal, junto a Norman Brisky, Daniel Aráoz y Martín Slipak, en La fragilidad de los cuerpos y en El tigre verón (como Urquiza).
En los años 2009 y 2010 formó parte del elenco protagónico de la tira Niní, interpretando el personaje de Ángel Espósito, el amigo enamorado de Niní, junto a Florencia Bertotti.
Recientemente protagonizó, junto a Darío Lopilato, la serie web Suplentes, a transmitirse este año en el canal de la Universidad tres de febrero UN3.tv.com
Formó parte del elenco protagónico de Silencios de familia con el personaje de "Alan", junto a Adrián Suar, Florencia Bertotti y Julieta Díaz.

## Docencia
Como profesor de teatro, durante 9 años tuvo sus talleres en El camarín de las musas y a partir del 2020, coordina sus Talleres para principiantes y de entrenamiento actoral para actores, en los teatros Beckett, Sísmico, El estepario, No avestruz y Hasta trilce. 
Actualmente coordina sus talleres de teatro de manera Online junto a su equipo de trabajo en Argentina y en Estudio 3, en Madrid, España.

## Filmografía parcial
- El amigo alemán (2013) dir. Jeanine Meerapfel

## Críticas, videos y fotos
- (enlace roto disponible en Internet Archive; véase el historial, la primera versión y la última).

## Páginas web y redes sociales
- (enlace roto disponible en Internet Archive; véase el historial, la primera versión y la última).

- Datos: Q6122946